# Aiserey
Aiserey település Franciaországban, Côte-d’Or megyében. Lakosainak száma 1489 fő (2022. január 1.). Aiserey Longecourt-en-Plaine, Bessey-lès-Cîteaux, Brazey-en-Plaine, Échigey és Izeure községekkel határos.

## Népesség
A település népességének változása:
| Lakosok száma | 631  | 863  | 1111 | 1306 | 1358 | 1373 | 1400 | 1470 | 1467 | 1489 |
|               | 1968 | 1982 | 1990 | 2006 | 2013 | 2015 | 2017 | 2019 | 2020 | 2022 |